# Ibn Daniyal
Ibn Daniyal (en arabe : شمس الدين محمد بن دانيال بن يوسف الخزاعي الموصلي), né vers 1248 à Mossoul et mort en 1310 au Caire, était un écrivain et ophtalmologue.
Ainsi que l'a rapporté Landau dans l'Encyclopédie de l'Islam, des pièces de théâtre d'ombres du XIIIe siècle subsistent, composées par Ibn Daniyal, qui sont des représentations humoristiques de la vie égyptienne sous Baybars.